# هاید اوی هیلز (اوهایو)
هاید اوی هیلز (به انگلیسی: Hide-A-Way Hills) یک منطقهٔ مسکونی در ایالات متحده آمریکا است که در اوهایو واقع شده است. هاید اوی هیلز ۷٫۳ کیلومتر مربع مساحت و ۷۹۴ نفر جمعیت دارد و ۲۹۲٫۶۱ متر بالاتر از سطح دریا واقع شده است.